# Epicauta probsti
Epicauta probsti es una especie de coleóptero de la familia Meloidae.

## Distribución geográfica
Habita en Nepal.